# 朝鮮民主主義人民共和国の政治
朝鮮民主主義人民共和国の政治（ちょうせんみんしゅしゅぎじんみんきょうわこくのせいじ）は、同国（以下、北朝鮮）の建国の父とされる初代最高指導者の金日成が生み出した主体（チュチェ）思想を公式な国家の基本的な枠組としており、金日成の長男で第2代最高指導者の金正日の執権時には先軍政治を掲げるなど特に軍事優先の政治を行ってきた。第3代最高指導者で朝鮮労働党総書記の金正恩が執権するようになってからは新たに核兵器開発を主軸とする軍事と経済の両立を図った「並進路線（朝鮮語: 병진로선）」の政治を志向している。

## 概要
共和国社会主義憲法では人権の保護と民主主義的な政府について規定されているが、最も強大な権力は最高指導者を中心とした特権階級層の手中にあり、被統治者に情報統制と思想教育によって最高指導者への個人崇拝と絶対服従を強制させる人権蹂躙が行われており、全体主義体制が支配する独裁・社会ファシズム国家であると国際社会に認識されている。
最高指導者は金日成（1948年 - 1994年）、金正日（1994年 - 2011年）、金正恩（2011年 - ）と共産主義国家としては異例の3代世襲されており、金日成の血族は革命の聖地とされる白頭山（ペクトゥサン）の名を冠した白頭血統と呼ばれ、白頭血統を持つ者及びその家族は大きな権力を有している。
金正日が朝鮮労働党総書記に就任した1997年から先軍政治が強調されることによって、軍の地位は高められ、北朝鮮の政治体制の中枢を占め、社会のすべての機関は軍の精神に従い、軍の方法論を受け入れることを強いられた。最高指導者の公的活動は特に注目され、出来事は軍に関連付けられた。第10期最高人民会議第1回会議において金正日が国防委員会委員長に推戴され、さらに同職が「国家の最高職責」と宣言されたことによって、国家の最高軍事指導機関である国防委員会が政治の中枢として権力の頂点に立つことが確認された。9月5日、国防委員会の10人の委員すべてがトップ20以内にランク付けされ、9月9日の50回目の建国記念日には、1人を除くすべてがトップ20を占めた。このような軍人にほぼ占められた国防委員会が発足した背景には、大量の餓死者を出した苦難の行軍があり、国防委員会という一種の非常管理体制を置く必要があったからとされる。
このように「先軍政治」が掲げられ、国防委員長が「国家の最高職責」と定められたことにより国防委員会が最高の権力機関と看做されながらも、憲法11条では従来どおり「朝鮮民主主義人民共和国は、すべての活動を朝鮮労働党の指導のもとにおこなう。」と定められている。また、一貫して金正日を事実上の部長に頂いた党組織指導部が、党、軍、国家などの各機関に対する思想検閲や人事査定を行ってきており、党組織指導部第一副部長の張成沢や李済剛が大いに権勢を揮って来た歴史があり、金正恩政権下の2013年に行われた張成沢の粛清に党組織指導部第一副部長の趙延俊が暗躍したと考えられていることから、党組織指導部こそ北朝鮮の真の権力中枢機関であり、軍に対する党の一定の支配は、先軍政治が掲げられて以降も、一貫して行われてきたとの分析もある。
2011年に金正恩が最高指導者に就任してからは、軍事的な決定は国家機関の国防委員会よりも党機関の中央軍事委員会で行われることが多くなっており、党の役割が再強化されたといわれている。そして、2016年6月の第13期最高人民会議第4回会議で国防委員会が廃止されて国務委員会が設置され、党と党人の役割がより重要視されるようになり、一種の非常事態体制が終わり、初代最高指導者の金日成執権時の中央人民委員会の政治体制に近くなったものと分析されている。

## 最高指導者
「白頭血統」とも呼ばれる金日成から始まった最高指導者は、金正日、金正恩と3代にわたって世襲されている。
- 初代：金日成（キム・イルソン）
  - 内閣首相（1948年9月9日 - 1972年12月28日）
  - 朝鮮労働党中央委員会委員長（1949年6月30日 - 1966年10月12日）
  - 朝鮮労働党中央委員会総書記（1966年10月12日 - 1994年7月8日）
  - 国家主席（1972年12月28日 -1994年7月8日）[11]
- 第2代：金正日（キム・ジョンイル）
  - 国防委員会委員長（1994年7月8日 - 2011年12月17日）
  - 朝鮮労働党中央委員会総書記（1997年10月8日 - 2011年12月17日）[11]
- 第3代：金正恩（キム・ジョンウン）
  - 朝鮮労働党中央軍事委員会副委員長（〈2010年9月28日就任〉2011年12月17日より実質的最高指導者となる - 2012年4月11日）
  - 朝鮮労働党第一書記（2012年4月11日 -　2016年5月9日）[12][13]
  - 国防委員会第一委員長 (2012年4月13日 – 2016年6月29日）
  - 朝鮮労働党委員長（2016年5月9日 - 2021年1月10日）[14]
  - 国務委員会委員長（2016年6月29日 - 在任中）
  - 朝鮮労働党総書記（2021年1月10日 - 在任中）。

## 国家元首
朝鮮民主主義人民共和国社会主義憲法で建国した1948年当時は元首の地位を規定していなかったが、国家主席が創設される1972年まで、最高人民会議常任委員会委員長が元首の職責を担っていた。金日成が権力基盤が安定したことで1972年に国家主席に就任。
1994年には金日成が死去して以降、国家主席が空席になった。1998年には金日成が永久国家主席になったことで、再び最高人民会議常任委員会委員長が元首の職責を担うことになる。
2019年の憲法改正で国務委員会委員長が名実共に元首と規定された。

### 歴代国家元首
| 肖像                                                                                      | 氏名                        | 任期                           | 政党           |
| ----------------------------------------------------------------------------------------- | --------------------------- | ------------------------------ | -------------- |
| 最高人民会議常任委員会委員長（1948年 - 1972年）                                           |                             |                                |                |
|                                                                                           | 金枓奉 김두봉 Kim Tu-bong   | 1948年9月8日 – 1957年9月20日   | 北朝鮮労働党   |
|                                                                                           | 崔庸健 최용건 Choe Yong-gon | 1957年9月20日 – 1972年12月28日 | 朝鮮社会民主党 |
| 朝鮮民主主義人民共和国主席（1972年 - 1994年）                                             |                             |                                |                |
|                                                                                           | 金日成 김일성 Kim Il Sung   | 1972年12月28日 – 1994年7月8日  | 朝鮮労働党     |
| （空席） 1994年から1998年までは国家副主席の朴成哲が国家主席職を代行                       |                             |                                |                |
| 最高人民会議常任委員会委員長（1998年 - 2009年）                                           |                             |                                |                |
|                                                                                           | 金永南 김영남 Kim Yong-nam  | 1998年9月5日 – 2009年4月9日    | 朝鮮労働党     |
| 国防委員会委員長（1993年 - 2011年）                                                       |                             |                                |                |
|                                                                                           | 金正日 김정일 Kim Jong Il   | 2009年4月9日 – 2011年12月17日  | 朝鮮労働党     |
| （空席） 2011年から2012年までは最高人民会議常任委員会委員長の金永南が元首の職責を担った。 |                             |                                |                |
| 国防委員会第一委員長（2012年 - 2016年）                                                   |                             |                                |                |
|                                                                                           | 金正恩 김정은 Kim Jong Un   | 2012年4月13日 – 2016年6月29日  | 朝鮮労働党     |
| 国務委員長（2016年 - ）                                                                   |                             |                                |                |
|                                                                                           | 金正恩 김정은 Kim Jong Un   | 2016年6月29日 – 現職           | 朝鮮労働党     |

## 党の最高指導機関

### 朝鮮労働党中央委員会政治局
国家の機関である国務委員会（旧・国防委員会）と並んで、朝鮮労働党の機関である党中央委員会政治局も事実上の北朝鮮の最高級の権力機関であり、中でも党中央委員会政治局常務委員会は朝鮮労働党の最高意思決定機関である。中央委員会政治局は常務委員と政治局員から構成され、最高指導者も政治局常務委員のメンバーの一人である。

### 朝鮮労働党中央委員会書記局
朝鮮労働党中央委員会書記局は、政治局で決定された政策を実行する機関。2016年から2020年末までは「政務局」と改称されていた。総書記や組織書記、書記により構成されており、国務委員会や党中央委員会政治局の構成員を兼任している人物も多い。

### 朝鮮労働党中央軍事委員会
朝鮮労働党中央軍事委員会は、朝鮮労働党における軍事の最高権力機関である。

## 国家の最高指導機関

### 国務委員会
北朝鮮における国家主権の「最高政策指導機関」で国防建設事業をはじめとする国の重要政策を討議決定する。委員会を司る国務委員長は北朝鮮の最高指導者であり、国家の全般事業を指導し、国務委員会の事業を指導し、他の国と結んだ重要条約を批准または廃棄し、国家の重要な幹部を任命または解任する。ほぼ軍人で占められていた前身の国防委員会に比べて朝鮮労働党の党人が多く参画しており、党の最高指導機関の委員と兼職している構成員も多い。

### 国防委員会
金日成の時代には中央人民委員会の傘下機関に過ぎなかったが、金正日の時代になって国家機関の最高位に位置付けられた機関で、金正恩時代になって国務委員会に取って代わられ廃止された。改正前の憲法によると、「国防委員会は国家の権力を握る最高の軍指導機関であり、（中略）、朝鮮民主主義人民共和国国防委員会の委員長はすべての軍を指揮し、すべての国防を指導する」とされていた。国防委員会委員長の座は「国家の最高機関」であると宣言されており、最高人民会議によって制定された法令によると「最高の行政当局」であるとされていた。国防委員会委員長は最高人民会議により選出・解任された。金正日が国家主席の制度を廃止し、国防委員会を通じて権力を掌握することで、金日成死後の過渡的な政権運営を公式に終わらせることを正確に予想できた者はほとんどいなかった。
1998年に改正された憲法では国防委員会の役割と地位が強調されていた。1998年の憲法では国防委員会を「軍を指揮し、軍事問題を処理する最高機関」であると定義していた。演説で金正日が国防委員会委員長に推薦され、金永南はこの国の政治、経済、軍事に関わるすべての問題を解決するため、国防委員会の委員長がこの国の最高の地位であると明言した。こうして金正日は現実的に国家の指導者となった。一方、外国訪問や外国要人の訪朝の際には最高人民会議常任委員長が国家の代表役を務め、2019年まで金永南がその任に就いていた。

## 内閣
北朝鮮の内閣は、内閣総理（首相）、副首相と相（閣僚）からなる。内閣総理（首相）は最高人民会議によって選出（解任）される。内閣総理は内閣のトップであり、通常は党中央委員会の政治局員も兼ねる。現実的には金正恩が行政権を有しているが、理論（名目）的には内閣が重要省庁をコントロールし、政府の行政権に対する権限を有する。
以下に、2021年1月17日に開催された最高人民会議第14期第4回会議時点の内閣の閣僚の一部を示す。なお、人民武力省、人民保安省、国家保衛省は、その重要性から、内閣の傘下ではなく国務委員会の直属の機関である。

### 主要閣僚
- 内閣総理：金徳訓
- 内閣副総理：楊勝虎、全賢哲、金成龍、李成鶴、朴勲
- 内閣副総理兼国家計画委員長：朴正根
- 内閣副総理兼農業委員会委員長：朱哲奎
- 外務相：李善権
- 内閣事務局長：キム・グムチョル

## 議会
共和国社会主義憲法では名目上、立法府である最高人民会議を国家権力の最高機関と位置づけている。5年ごとに選出され、687名の議員からなる。代議員会議は1年に1回ないし多い場合でも2、3回程度しか開催されず、またその期間は1日から長くても数日程度で、これは世界の議会の中で最も短い。外国の研究者らは、会期の短さや不透明な人事、政府が提出するすべての提案が数日で可決されることなどから、最高人民会議は単なる形式的な機関であるにすぎないとみなしている。
最高人民会議常任委員会は、最高人民会議の休会中に同会議の権限を代行する常設の立法機関である。現在の常任委員会委員長は党中央委員会政治局常務委員並びに国務委員会第一副委員長を兼ねる崔龍海である。
最高人民会議は国務委員会委員長と内閣総理（首相）を選出・解任する。
北朝鮮の司法機関である中央裁判所（最高裁判所に相当）の所長（判事）と検察機関である中央検察所（最高検察庁に相当）の所長（検事）も最高人民会議によって任命される。任期は5年である。

### 議会の機関
- 最高人民会議
  - 最高人民会議常任委員会
    - 最高人民会議資格審査委員会
    - 最高人民会議法制委員会
    - 最高人民会議予算委員会
    - 最高人民会議外交委員会

## 行政機関
ここでは、2022年現在の朝鮮民主主義人民共和国の行政機関を紹介する。（韓国統一部の「北韓情報ポータル」の権力機構図に基づく。）

### 上位組織
- 朝鮮民主主義人民共和国国務委員会
- 朝鮮民主主義人民共和国国防省
- 朝鮮民主主義人民共和国国家保衛省
- 朝鮮民主主義人民共和国社会安全省
- 朝鮮民主主義人民共和国中央裁判所
- 朝鮮民主主義人民共和国中央検察所
- 朝鮮民主主義人民共和国内閣
- 朝鮮民主主義人民共和国国家体育指導委員会（朝鮮語版）

### 省庁・各委員会級
- 朝鮮民主主義人民共和国国家計画委員会
- 朝鮮民主主義人民共和国国家価格委員会
- 朝鮮民主主義人民共和国国家検閲委員会
- 朝鮮民主主義人民共和国国家科学技術委員会
- 朝鮮民主主義人民共和国農業委員会
  - 朝鮮民主主義人民共和国農業研究院
- 朝鮮民主主義人民共和国首都建設委員会
- 朝鮮民主主義人民共和国祖国平和統一委員会（2024年に解体）
- 朝鮮民主主義人民共和国教育委員会
  - 教育委員会高等教育省
- 朝鮮民主主義人民共和国建設建材工業省
- 朝鮮民主主義人民共和国軽工業省
- 朝鮮民主主義人民共和国国家建設監督省
- 朝鮮民主主義人民共和国国土環境保護省
- 朝鮮民主主義人民共和国金属工業省
- 朝鮮民主主義人民共和国機械工業省
- 朝鮮民主主義人民共和国労働省
- 朝鮮民主主義人民共和国対外経済省
- 朝鮮民主主義人民共和国都市経営省
- 朝鮮民主主義人民共和国文化省
- 朝鮮民主主義人民共和国保健省
- 朝鮮民主主義人民共和国商業省
- 朝鮮民主主義人民共和国石炭工業省
- 朝鮮民主主義人民共和国船舶工業省
- 朝鮮民主主義人民共和国水産省
  - 朝鮮民主主義人民共和国水産研究院
- 朝鮮民主主義人民共和国食料工業省
- 朝鮮民主主義人民共和国外務省
- 朝鮮民主主義人民共和国原子力工業省
- 朝鮮民主主義人民共和国陸海運省
- 朝鮮民主主義人民共和国林業省
- 朝鮮民主主義人民共和国資源開発省
- 朝鮮民主主義人民共和国財政省
- 朝鮮民主主義人民共和国電力工業省
- 朝鮮民主主義人民共和国情報産業省
- 朝鮮民主主義人民共和国採取工業省
- 朝鮮民主主義人民共和国鉄道省
- 朝鮮民主主義人民共和国逓信省
- 朝鮮民主主義人民共和国体育省
- 朝鮮民主主義人民共和国化学工業省
- 朝鮮民主主義人民共和国内閣事務局
- 朝鮮民主主義人民共和国国家品質監督局
- 朝鮮民主主義人民共和国国家宇宙開発局
- 朝鮮民主主義人民共和国中央統計局
- 朝鮮民主主義人民共和国国家科学院
- 朝鮮民主主義人民共和国中央銀行

## 党と政府の関係
共産党たる朝鮮労働党に指導的役割を与えているソ連型社会主義（スターリン主義）体制をソビエト連邦の崩壊後も堅持しており、共和国社会主義憲法にもこのことが明記されている。共和国社会主義憲法では1972年（主体61年）の制定時には第4条で「主体思想を国家の指導的方針とみなす」と書いていたが、1998年（主体87年）改正で第11条に「朝鮮民主主義人民共和国は朝鮮労働党の指導の下にすべての活動を行う」という条文を定め、初めて党の指導的役割が明記された。2016年（主体105年）改正においてもこの条文は存続している。

党に指導的役割が存在することにより、行政実務を担当する専門公務員（官僚）の役割は明らかに限定されている。非党員が上級官僚として出世することは完全に不可能であり、なおかつ同じ世代であれば入党が1年でも早かった者が軍・政府機関・産業機関のいずれにおいても高い地位を得ていくのが基本である。また、国務委員会を頂点とする政府機関の幹部は最高指導者が兼任したり、最高指導者や最高人民会議の指名によって党から派遣されたりする。
党と政府は常に密接に結びついていたたが、近い将来変化が起きる可能性がある（後述）。

## 党と軍の関係
ソ連や中国と異なり、共産党たる朝鮮労働党よりも革命軍である朝鮮人民軍の方が先に創設されたことになっている。これは、革命軍としての活動の源流を金日成が日本による朝鮮半島の植民地支配に対抗するパルチザン運動に身を投じた1932年（主体21年＝昭和7年）に求めたことに由来する。

朝鮮人民軍が北朝鮮労働党（当時）のコントロールの下、正式に軍隊組織としての活動を始めたのは1948年（主体37年）2月である。それからわずか2年の間に中国軍やソ連陸軍からの移籍兵を加える形で体制を整え、朝鮮戦争開戦後は人民軍に共和国政府の官僚を送り込むようになって、「労働党の軍」という他の社会主義国同様の体制が確立するに至った。

1950年10月、朝鮮労働党中央委員会は人民軍の党組織化を始めた。1956年（主体45年）の8月宗派事件までに軍内の反金日成派はほぼ粛清され、最後に残ったグループも1967年（主体56年）の大規模な粛清事件で壊滅。軍内部の党機関は金日成の下で一枚岩に強化された。
1972年の共和国社会主義憲法制定の際に、人民軍の創建は党創建前の1932年であると公式に変更される。1980年（主体69年）に制定された政党法によると「朝鮮人民軍は朝鮮労働党の革命的な軍隊である」とされている。しかし、金正日が最高指導者に就任してからの先軍政治により、党による軍のコントロールを損なったと信じる者もいる。金正日は軍の部隊を頻繁に訪問することで親近感を育み、また、軍の幹部を国家の最高指導機関と定められた国防委員会の委員に就任させるなど、以前より軍を厚遇した。
その後、2011年（主体100年）に金正恩が最高指導者に就任してからは、軍事的な意思決定が国防委員会から党中央軍事委員会に移され、党の役割が再び強化される方向へ向かう。2016年（主体105年）の第7回党大会後には国防委員会が廃止されて国務委員会が発足したことにより、軍制服組の役割は表向き、大幅に縮小されている。

## 政党と選挙
共和国社会主義憲法の条文によると、北朝鮮は民主主義的な共和国であり、最高人民会議と地方の人民会議の議員は秘密投票による直接普通選挙で選出されるとある。なおかつ政府側は完全な自由選挙であり外国からの選挙監視は必要ないと主張している。しかし、実態は憲法11条及び12条により朝鮮労働党の指導の下反対分子を排除している。

これは、共和国建国時に当時のソビエト連邦のシステムを一部変更した上で導入したことに由来するものである。
選挙権・被選挙権共に17歳以上のすべての国民に与えられるとされているが、選挙権に関しては疾病や障害などで投票日当日に投票所に行くことができない者や強制収容所にいる者は選挙人登録の段階で除外される。被選挙権の面でも、実際には朝鮮労働党中央委員会により指名された者以外が立候補することはできない。なおかつ立候補する候補者は1つの選挙区ごとに1人だけであり複数の候補者が争うことはない。このため西側諸国のような候補者同士による政策論争や選挙運動はまず行われない。

支配政党の朝鮮労働党の他に、天道教青友党と朝鮮社会民主党の2つの政党があるとされ、すべての候補者はこれら3政党の統一会派である祖国統一民主主義戦線に属する。ただし、社会民主党、天道教青友党ともに最高人民会議代議員以外の一般党員はほとんどおらず、かつ朝鮮労働党は社会主義憲法11条に基づき他の2つの政党の候補者を直接指導する。

なお朝鮮労働党中央委員会の指名を受ければ無所属でも立候補は可能だが、朝鮮総聯最高幹部やチュチェ思想国際研究所、あるいは外国のチュチェ思想研究会に派遣された活動家など北朝鮮国外に活動の拠点を置いている者に事実上限られ、しかもそれら在外者でも朝鮮労働党の党籍を持っているケースもある。
このような制度ゆえ、組織された最高人民会議は自ずと西洋のどの国家とも異なる性質の立法府となる。

## 法体系
共和国創建と同時に施行された朝鮮民主主義人民共和国憲法は1972年（主体61年）に全部改正されて共和国社会主義憲法となり、さらに26年を経た1998年（主体87年）9月の最高人民会議代議員会議で全面改正、その後も度々修正が行われている。現行憲法はドイツの大陸法に基づき、日本の法理論の影響を受けているとされる。

共和国社会主義憲法の条文を精読すると、西側先進国の進んだ政治・人権体系を取り入れながら、それを如何にしてソ連型社会主義ないしはスターリン主義体制に適用していくかという点を重視して条文が組み立てられていることが分かる。これは、共和国憲法が模範とし社会主義憲法制定の時にも有効だった旧ソ連のスターリン憲法が、民主主義の発展と国民の幅広い権利の擁護を明記していたことに由来する。

ただし、共和国社会主義憲法は後の十大原則制定の際にそれよりも下と位置付けられたため、現在は朝鮮労働党規約が党、社会主義憲法が共和国政府のそれぞれ実務的な体系の基本を定めた上で、十大原則が最高法規である社会主義憲法を上回る国家全人民の最高規範とされている。

### 司法
北朝鮮の司法機関は長官と2人の人民判事からなる、他国の最高裁判所に相当する中央裁判所を頂点とした一般的な裁判所の体系と、ナチス・ドイツの人民裁判所に準じる人民裁判の体系、そして他国の軍法会議に相当する軍事法廷などの特別裁判所の体系に大きく分かれる。ただし、共和国社会主義憲法でどの階級の裁判所も国権の最高機関たる最高人民会議および常任委員会に対して責任を負うと規定されていて、西側先進諸国の司法の基本である三権分立制とは異なる。これは、ソ連型社会主義における共産党の指導的役割の範囲が、司法を含めた社会全体に及ぶことに由来する。

中央裁判所長官は最高人民会議で任命され、その任期は最高人民会議代議員と同様である。下級の裁判所は中央裁判所が指揮監督するとなってはいるが、人民裁判や軍事法廷などは中央裁判所の監督が及ばない。また前述の党の指導的役割もあって、人民軍総政治局や国務委員会、白頭山血統の最高指導者などが司法の行動に干渉することも多く、外国人に対する労働教化刑（懲役）、恩赦などの判断が最高指導者の思うがままに決められかねないとの批判がある。また管理所への送致の際など、一般的な裁判所の体系を経ずにいきなり投獄されてしまうケースも多い。国外の北朝鮮問題専門家や多数の脱北者がこのことをしばしば問題視していて、中でもアメリカ合衆国国務省や民間NGOフリーダム・ハウスは手厳しい批判を浴びせている。
情報があまりにも少ないため、国内で実際何が起きているのか、法の支配がどの程度実現されているのかは不明である。いずれにせよ、西側諸国は北朝鮮の人権状況が極めて悪く、多くの人が裁判や法的根拠のないまま拘束されていると認識している。

## 社会主義下の政治・経済改革
共和国創建当時はまず、南半部に誕生した韓国政府を打倒して朝鮮半島の再統一を実現し、韓国を支援した米国と旧宗主国日本の影響力を完全に排除することに重点が置かれた。

祖国解放戦争に勝利（休戦）した後は、ソ連、中国との同盟関係を柱とする冷戦構造の下で東側陣営に組み込まれるが、ワルシャワ条約機構には参加せず、後に表面化した中ソ対立の中で自国経済の高度な独立と諸外国の武力の脅威から国家の主権を守るため、国家のすべての資源を動員することを基本とする主体思想が生み出されていった。
1980年代、冷戦が終焉に向かうにつれて中国やソ連との関係は緩やかになる。1991年（主体80年）のソ連崩壊によってソ連からの経済的支援が止まると、長年に渡る計画経済路線の失敗もあり食料や工業品の深刻な不足を含む長期に渡る経済的危機に直面した。北朝鮮の主要な政治的問題は、妥協することなく政治の安定を計り、外国の脅威に反応しながら、どう経済活動を維持するかであった。北朝鮮は貿易を増やし開発援助を得るため韓国との関係を改善した。しかし、北朝鮮の核やミサイルへの開発の意志は日本や米国との関係改善の障害となった。

海外の一部のオブザーバーは金正日自身はそのような改革を望んでいるが党や軍の一部が彼らの安定に変化を与えることに抵抗しているのではないかと考えていた。実際に隣国との国境付近で経済特区や市場経済の部分的な導入も試みたがその恩恵は限定的だった。

金正日がこの世を去り、金正恩体制になってからは資本主義的手法を取り入れた経済論議を容認する姿勢に転換する。しかし共和国内の各地で共和国政府、ないしは白頭山血統の最高指導者に反対する報告があったが、それらは比較的孤立しており、朝鮮労働党の一党支配体制に対する重大な脅威があるという証拠はない。ある海外の研究者は大規模な飢餓、中国への脱北者の増加、世界の北朝鮮国籍の人々からの新たな情報が政権崩壊への要素になりうると指摘したが、2020年にコロナ禍で国境封鎖に踏み切るまでは比較的安定した体制を維持していた。